# Daniel Quevedo
Daniel Oscar Quevedo Fleitas (Pozo del Tigre, Formosa, 3 de octubre de 1947-San Salvador de Jujuy, Jujuy, 27 de junio de 2022) fue un futbolista argentino. Jugaba de delantero y su primer club fue Gimnasia y Esgrima de Jujuy.

## Carrera
Comenzó su carrera en 1967 jugando para Gimnasia y Esgrima de Jujuy, en 1969 fue a préstamo al Club Atlético Lanús. En 1970 regresó a  Gimnasia de Jujuy. En 1972 llegó al Club Atlético Peñarol, participó en la liga uruguaya y en Copa Libertadores, y logró los campeonatos uruguayos de 1973, 1974 y 1975, jugando como puntero y asistiendo en gran forma al goleador histórico del Uruguay, Fernando Morena (que con 34 goles en el campeonato de 1975 logró superar el registro del también ex centrodelantero de Peñarol, José Pedro Young), ganándose Quevedo, también, la idolatría de la hinchada aurinegra.
Al alcanzar un pico alto de rendimiento, en 1975, luego del Trofeo Teresa Herrera que obtuviera Peñarol por segunda vez consecutiva, fue transferido a España para integrar el plantel de CD Málaga junto al también integrante de Peñarol Voltaire García.
Jugó para ese club hasta 1978. A fines de dicho año, regresó a Uruguay para jugar nuevamente en Peñarol. En esta segunda etapa aurinegra, sufrió lesiones que no le permitieron lograr su mejor nivel, lo que no le impidió ser campeón uruguayo por cuarta vez ese año. Luego de Peñarol, terminó su paso por Uruguay jugando en el modesto Salus Football Club.
Radicado en Jujuy, Argentina, falleció el 27 de junio de 2022, a los 74 años.

## Clubes
| Club                             | País      | Año       |
| -------------------------------- | --------- | --------- |
| C. A. Lanús                      | Argentina | 1969      |
| C. A. Gimnasia y Esgrima (Jujuy) | Argentina | 1970      |
| C. A. Peñarol                    | Uruguay   | 1972-1975 |
| C. D. Málaga                     | España    | 1976-1978 |
| C. A. Peñarol                    | Uruguay   | 1978-1979 |
| Salus F. C.                      | Uruguay   | 1980      |

## Palmarés

### Como jugador

#### Torneos nacionales
| Título                  | Equipo  | País    | Año  |
| ----------------------- | ------- | ------- | ---- |
| Campeonato Uruguayo (1) | Peñarol | Uruguay | 1973 |
| Campeonato Uruguayo (2) | Peñarol | Uruguay | 1974 |
| Campeonato Uruguayo (3) | Peñarol | Uruguay | 1975 |
| Campeonato Uruguayo (4) | Peñarol | Uruguay | 1979 |

#### Distinciones individuales
| Distinción                                     | Año  |
| ---------------------------------------------- | ---- |
| Máximo goleador de la Copa Argentina (7 goles) | 1969 |